# Brunella Gasperini

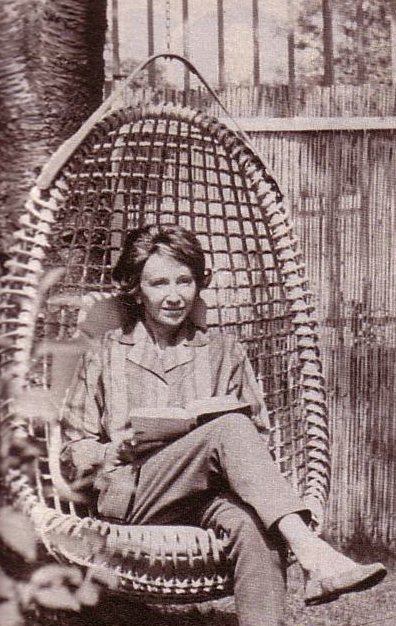
Brunella Gasperini

Brunella Gasperini, pseudoniem van Bianca Robecchi (Milaan, 22 december 1918 - Milaan, 7 januari 1979), was een Italiaanse journalist en schrijfster.

## Biografie
Ze bracht het grootste deel van haar leven door tussen Milaan, haar geboortestad, en San Mamete, een dorpje in  Valsolda,  bij het meer van Lugano.
Na een korte periode als onderwijzeres, onmiddellijk na de Tweede Wereldoorlog, begon zij aan het begin van de Jaren Vijftig te werken voor de krant Corriere della Sera en voor diverse tijdschriften van uitgever Rizzoli. Ze onderscheidde zich meteen door haar moderne en progressieve visie aangaande kwesties die een grote rol zouden spelen in de Italiaanse maatschappij de daaropvolgende jaren. Met name haar rubriek Ditelo a Brunella (Vertel het Brunella) verscheen 25 jaar lang in het tijdschrift Annabella. Daarin bracht zij een open en openhartige dialoog tot stand met haar lezers over thema's als echtscheiding, abortus, het gezin en de politiek. Ze hield zich met vergelijkbare onderwerpen bezig in haar rubriek Lettere a Candida (Brieven aan Candida), jarenlang gepubliceerd in het tijdschrift Novella.
In 1956 publiceerde zij haar eerste roman, L'estate dei bisbigli (eerder  in verschillende afleveringen verschenen in het tijdschrift Annabella), waarop volgden Io e loro: cronache di un marito (1959), Rosso di sera (1964), A scuola si muore (1975) en Grazie lo stesso (1975), allen uitgegeven door Rizzoli. Verder publiceerde ze het  ironische handboek Il Galateo di Brunella Gasperini (Sonzogno, 1975) en het autobiografische Una donna e altri animali (Rizzoli, 1978).
Een selectie van haar artikelen en van de brieven uit "Annabella" verscheen postuum in de uitgaven Così la penso io (Rizzoli, 1979) en Più botte che risposte (Rizzoli, 1981).
Haar boeken zijn vertaald in verschillende talen, waaronder Duits, Frans, Spaans en Hongaars.
Uit haar huwelijk met Adelmo Gasperini (door iedereen Mino genoemd en door haarzelf  "mijn levensgezel") werden  twee kinderen geboren, Massimo (1946) en Nicoletta (1950-1989), die zelf journaliste was en regelmatig medewerker van verschillende weekbladen en muziektijdschriften.
- Bibsys: 90212128
- Gemeinsame Normdatei: 118537660
- International Standard Name Identifier: 0000 0001 2209 3242
- Library of Congress Control Number: n79021437
- Nationale Bibliotheek van Israël: 987007414561605171
- Nederlandse Thesaurus van Auteursnamen: 071202781
- Istituto Centrale per il Catalogo Unico: CFIV007284
- Système universitaire de documentation: 092699022
- Virtual International Authority File: 20471690
- WorldCat: E39PBJhCFtywhyBFrwMHbKd4v3